# Charli González
Carlos Gabriel González Espínola (Iturbe, Departamento de Guairá, 4 de febrero de 1993), conocido deportivamente como Charli González, es un futbolista paraguayo. Juega de delantero y su equipo actual es el Newells old Boys de la Primera División de Argentina. Es internacional con la selección de Paraguay.

## Trayectoria
Formado en las divisiones menores del Club Nacional de su país nunca llegaría a debutar por lo cual en 2013 parte a Chile para probar suerte en la Universidad Católica donde pese a quedar seleccionado para integrar el plantel cruzado una lesión lo haría regresar a su país para operarse, luego de esto volvería a viajar a Santiago pero esta vez para integrarse a Magallanes de la Primera B.
En el Manojito de Claveles tendría un tímido comienzo para ya en el Clausura 2014 destacar siendo el goleador de su equipo y del torneo con doce goles. Ya en su segunda temporada volvería a quedar como goleador de su equipo, del Torneo 2014/15 y la Copa Chile 2014/15.
En el Apertura 2014 nuevamente quedaría entre los goleadores del torneo lo que llamaría la atención del Santiago Wanderers de la Primera División de Chile que en aquel momento era el subcampeón del torneo, llegando en calidad de préstamo al equipo porteño por un año. Ese año en el club de Valparaíso no lograría repetir el rendimiento mostrado previamente por lo cual finalizado su contrato no renovaría.
Para el segundo semestre del 2017, llegó a Club Necaxa de la Primera División de México, fue cumplidor en su único año con los Rayos.
Para el Apertura 2018, pasa a los Pumas del Club Universidad Nacional donde se ha convertido en goleador del equipo tras la partida de Nicolás Castillo.
Para el Torneo Guard1anes 2021 llegó a los Tigres UANL como refuerzo para el equipo.

### Deportivo Toluca F. C.
El 25 de junio de 2022 se confirma su traspaso al Deportivo Toluca para el Torneo Apertura 2022 de la Liga MX por pedido directo del director técnico Ignacio Ambriz que ya lo había dirigido en su paso por Club Necaxa. La transferencia se ejecutó por un monto de 3.5 millones de dólares.

## Selección nacional
El 2 de marzo de 2019, Charli recibió una convocatoria a la selección de Paraguay de Eduardo Berizzo antes de los amistosos de ese mes con Perú y México. Debutó con Paraguay el 26 de marzo de 2019 en un amistoso contra México, como titular.

## Estadísticas
| Magallanes · Chile |               |               |     |     |    |    |    |    |     |      |      |
| 2.ª | 2013-A        | 7             | 0   | 1   | 0  | -- | -- | 8  | 0   | 0.00 |      |
| 2.ª | 2014-C        | 15            | 12  | --  | -- | -- | -- | 15 | 12  | 0.80 |      |
| 2.ª | 2014/15       | 18            | 12  | 8   | 8  | -- | -- | 26 | 20  | 0.76 |      |
| Total club | Total club    | 40            | 24  | 9   | 8  | -- | -- | 49 | 32  | 0.65 |      |
| Santiago Wanderers · Chile |               |               |     |     |    |    |    |    |     |      |      |
| 1.ª | 2015-C        | 10            | 0   | --  | -- | -- | -- | 10 | 0   | 0.00 |      |
| 1.ª | 2015-A        | 9             | 1   | 4   | 2  | 2  | 0  | 15 | 3   | 0.20 |      |
| Total club | Total club    | 19            | 1   | 4   | 2  | 2  | 0  | 25 | 3   | 0.12 |      |
| Club San Marcos · Chile |               |               |     |     |    |    |    |    |     |      |      |
| 1.ª | 2015-2016     | 11            | 2   | --  | -- | -- | -- | 11 | 2   | 0.18 |      |
| Total club | Total club    | 11            | 2   | --  | -- | -- | -- | 11 | 2   | 0.18 |      |
| Huachipato · Chile |               |               |     |     |    |    |    |    |     |      |      |
| 1.ª | 2016-A        | 11            | 6   | 3   | 0  | -- | -- | 14 | 6   | 0.43 |      |
| 1.ª | 2017-C        | 15            | 6   | --  | -- | -- | -- | 15 | 6   | 0.4  |      |
| Total club | Total club    | 26            | 12  | 3   | 0  | -- | -- | 29 | 12  | 0.41 |      |
| Necaxa · México |               |               |     |     |    |    |    |    |     |      |      |
| 1.ª | 2017-A        | 17            | 4   | 2   | 0  | -- | -- | 19 | 4   | 0.21 |      |
| 1.ª | 2018-C        | 15            | 9   | 2   | 0  | -- | -- | 17 | 9   | 0.53 |      |
| Total club | Total club    | 32            | 13  | 4   | 0  | -- | -- | 36 | 13  | 0.36 |      |
| U.N.A.M. · México |               |               |     |     |    |    |    |    |     |      |      |
| 1.ª | 2018-19       | 35            | 14  | 7   | 2  | -- | -- | 42 | 16  | 0.45 |      |
| 1.ª | 2019-2020     | 28            | 11  | --  | -- | -- | -- | 28 | 11  | 0.40 |      |
| 1.ª | 2020-2021     | 22            | 7   |     |    |    |    | 22 | 7   | 0.32 |      |
| Total club | Total club    | 85            | 32  | 7   | 2  | -- | -- | 92 | 34  | 0.36 |      |
| Tigres · México |               |               |     |     |    |    |    |    |     |      |      |
| 1.ª | 2021-C        | 16            | 4   | --  | -- | 3  | 0  | 19 | 4   | 0.21 |      |
| 1.ª | 2021-A        | 39            | 7   | --  | -- | -- | -- | 39 | 7   | 0.20 |      |
| Total club | Total club    | 55            | 11  | --  | -- | 3  | 0  | 58 | 11  | 0.21 |      |
| Tijuana · México |               |               |     |     |    |    |    |    |     |      |      |
| 1.ª | 2023-A        | 16            | 9   | --  | -- | 2  | 1  | 18 | 10  | 0.56 |      |
| 1.ª | 2024-C        | 17            | 4   | --  | -- | -- | -- | 17 | 4   | 0.23 |      |
| 1.ª | 2024-A        | 11            | 2   | --  | -- | -- | -- | 11 | 2   | 0.18 |      |
| Total club | Total club    | 44            | 15  | --  | -- | 2  | 1  | 46 | 16  | 0.41 |      |
| C. A. Newell's Old Boys Argentina | 1.ª           | 2025          | 14  | 2   | 2  | 0  | 0  | 0  | 16  | 2    | 0.12 |
| C. A. Newell's Old Boys Argentina | Total club    | Total club    | 14  | 2   | 2  | 0  | 0  | 0  | 16  | 2    | 0.12 |
| Total carrera | Total carrera | Total carrera | 326 | 112 | 29 | 12 | 7  | 1  | 362 | 124  | 0.36 |
| (1) Incluye datos de Copa Chile y Copa México. (2) Incluye datos de la Copa Sudamericana. (3) No incluye goles en partidos amistosos. |               |               |     |     |    |    |    |    |     |      |      |

## Palmarés

### Campeonatos nacionales
| Título      | Club   | País   | Año  |
| ----------- | ------ | ------ | ---- |
| Copa México | Necaxa | México | 2018 |

### Distinciones individuales
| Distinción                        | Año     |
| --------------------------------- | ------- |
| Goleador de la Primera B de Chile | 2014-C  |
| Goleador de la Copa Chile         | 2014-15 |